# Phaius amboinensis
Phaius amboinensis är en orkidéart som beskrevs av Carl Ludwig von Blume. Phaius amboinensis ingår i släktet Phaius och familjen orkidéer. Inga underarter finns listade i Catalogue of Life.

## Bildgalleri

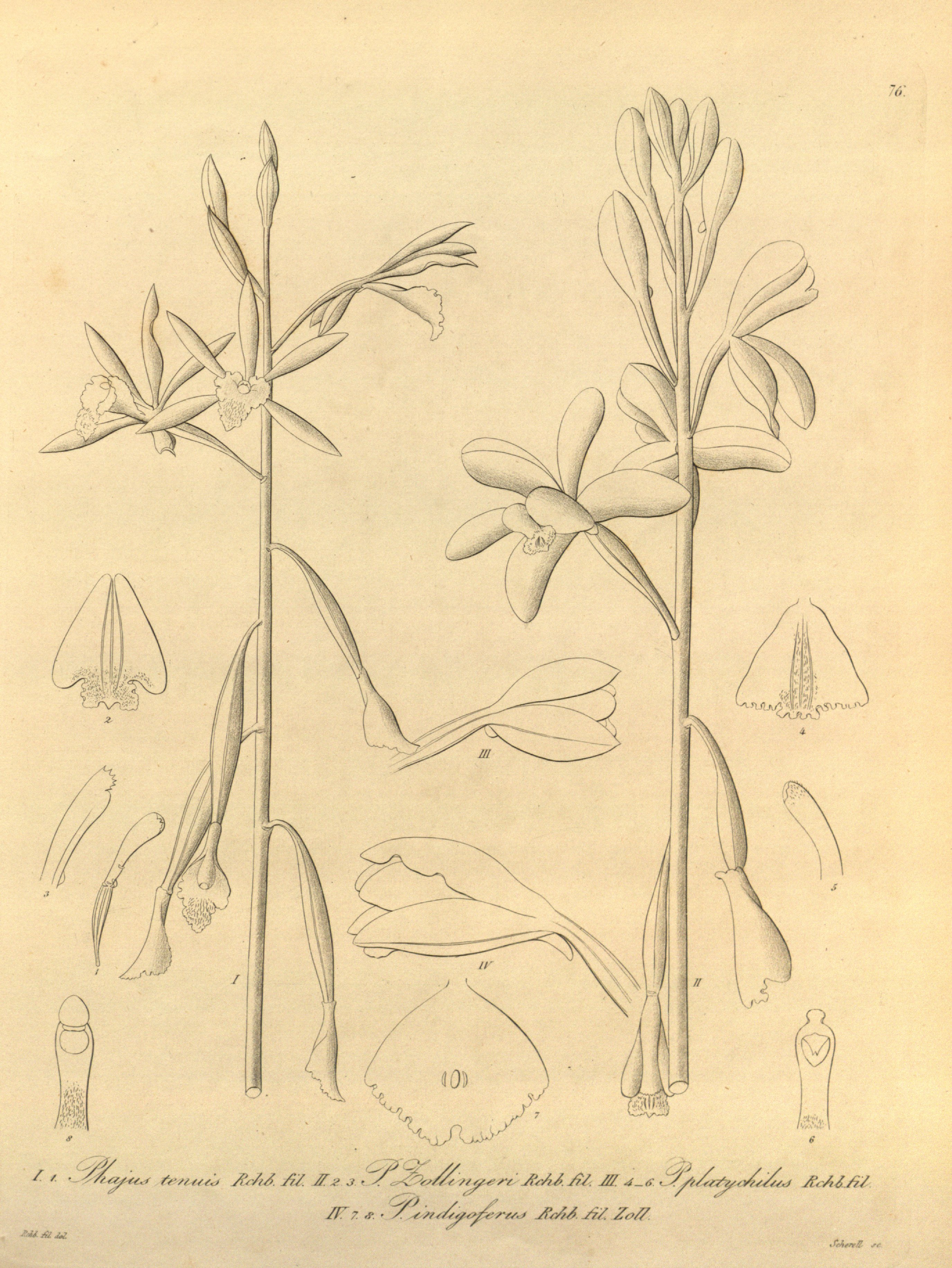